# Pins-Justaret
Pins-Justaret [pɛ̃ ʒystaʁɛ] est une commune française située dans le nord du département de la Haute-Garonne, en région Occitanie.
Sur le plan historique et culturel, la commune est dans le Pays toulousain, qui s’étend autour de Toulouse le long de la vallée de la Garonne, bordé à l’ouest par les coteaux du Savès, à l’est par ceux du Lauragais et au sud par ceux de la vallée de l’Ariège et du Volvestre. Exposée à un climat océanique altéré, elle est drainée par l'Ariège, le ruisseau du Haumont, le ruisseau de la Hière et par un autre cours d'eau. La commune possède un patrimoine naturel remarquable : un site Natura 2000 (« Garonne, Ariège, Hers, Salat, Pique et Neste »), deux espaces protégés (« la Garonne, l'Ariège, l'Hers Vif et le Salat » et la réserve naturelle régionale Confluence Garonne-Ariège) et deux zones naturelles d'intérêt écologique, faunistique et floristique.
Pins-Justaret est une commune urbaine qui compte 4 377 habitants en 2022, après avoir connu une forte hausse de la population depuis 1962. Elle est dans l'agglomération toulousaine et fait partie de l'aire d'attraction de Toulouse.
Ses habitants sont les Pins-Justarétois et les Pins-Justarétoises.

## Géographie

### Localisation
La commune de Pins-Justaret se trouve dans le département de la Haute-Garonne, en région Occitanie.
Elle se situe à 15 km à vol d'oiseau de Toulouse, préfecture du département, à 5 km de Muret, sous-préfecture, et à 5 km de Portet-sur-Garonne, bureau centralisateur du canton de Portet-sur-Garonne dont dépend la commune depuis 2015 pour les élections départementales.
La commune fait en outre partie du bassin de vie de Toulouse.
Les communes les plus proches sont : 
Villate (1,1 km), Roquettes (2,5 km), Saubens (2,8 km), Lacroix-Falgarde (3,0 km), Pinsaguel (3,2 km), Labarthe-sur-Lèze (3,4 km), Roques (3,5 km), Goyrans (3,9 km).
Sur le plan historique et culturel, Pins-Justaret fait partie du pays toulousain, une ceinture de plaines fertiles entrecoupées de bosquets d'arbres, aux molles collines semées de fermes en briques roses, inéluctablement grignotée par l'urbanisme des banlieues.
Pins-Justaret est limitrophe de sept autres communes.
Les communes limitrophes sont  Goyrans, Labarthe-sur-Lèze, Lacroix-Falgarde, Pinsaguel, Roquettes, Saubens et Villate.
| Roquettes | Pinsaguel         | Lacroix-Falgarde (sur 150 m) |
| Saubens   | Pins-Justaret     | Goyrans                      |
| Villate   | Labarthe-sur-Lèze |                              |

### Hydrographie

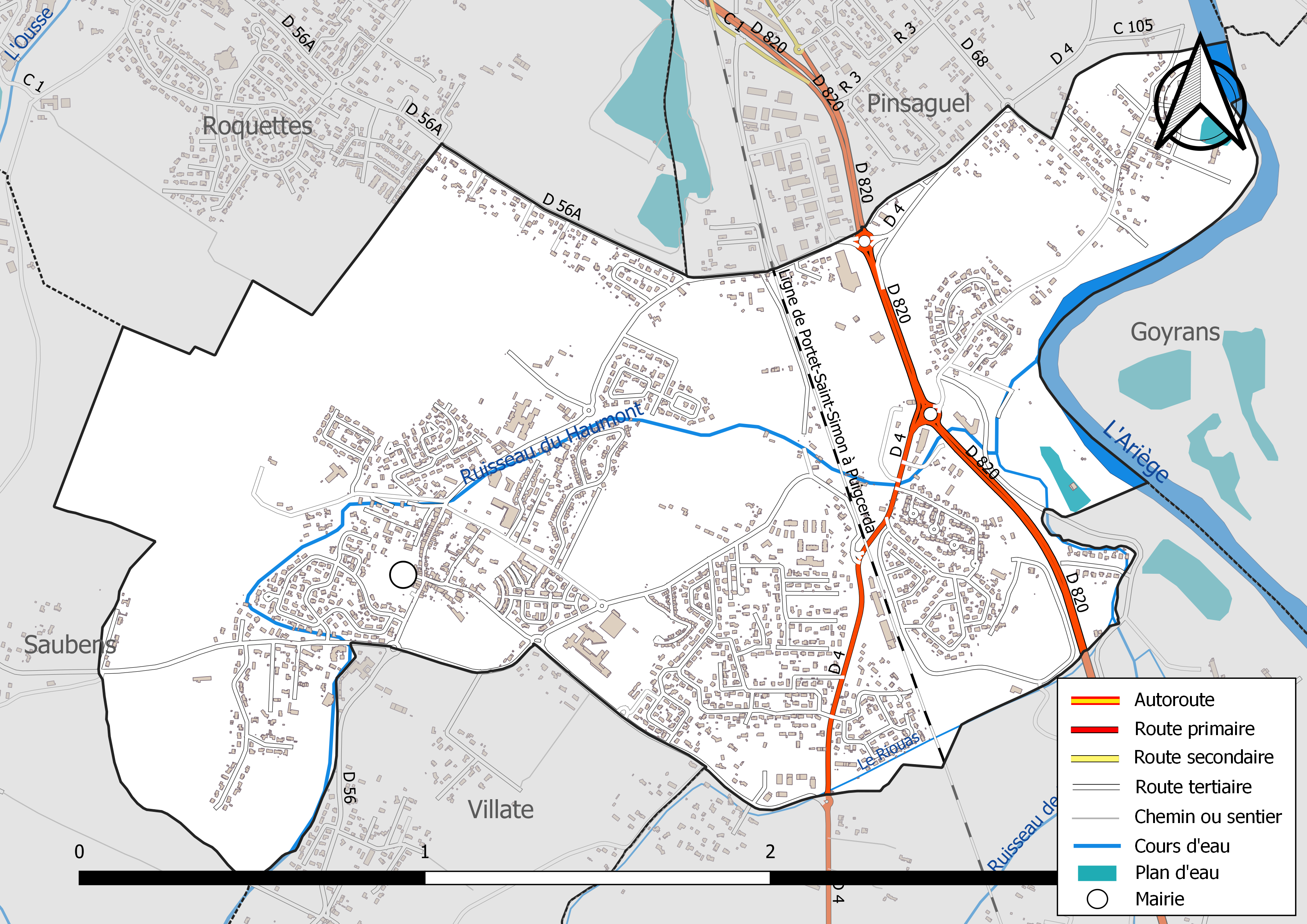
Réseaux hydrographique et routier de Pins-Justaret.

La commune est dans le bassin de la Garonne, au sein du bassin hydrographique Adour-Garonne. Elle est drainée par l'Ariège, le ruisseau du Haumont, le ruisseau de la Hière et le Riouas, constituant un réseau hydrographique de 6 km de longueur totale,.

### Climat
Pour des articles plus généraux, voir Climat de l'Occitanie et Climat de la Haute-Garonne.
En 2010, le climat de la commune est de type climat du Bassin du Sud-Ouest, selon une étude s'appuyant sur une série de données couvrant la période 1971-2000. En 2020, Météo-France publie une typologie des climats de la France métropolitaine dans laquelle la commune est exposée à un climat océanique altéré et est dans la région climatique Aquitaine, Gascogne, caractérisée par une pluviométrie abondante au printemps, modérée en automne, un faible ensoleillement au printemps, un été chaud (19,5 °C), des vents faibles, des brouillards fréquents en automne et en hiver et des orages fréquents en été (15 à 20 jours).
Pour la période 1971-2000, la température annuelle moyenne est de 13,3 °C, avec une amplitude thermique annuelle de 15,8 °C. Le cumul annuel moyen de précipitations est de 711 mm, avec 8,9 jours de précipitations en janvier et 5,2 jours en juillet. Pour la période 1991-2020, la température moyenne annuelle observée sur la station météorologique la plus proche, située sur la commune de Cugnaux à 7 km à vol d'oiseau, est de 14,3 °C et le cumul annuel moyen de précipitations est de 635,7 mm,. Pour l'avenir, les paramètres climatiques de la commune estimés pour 2050 selon différents scénarios d'émission de gaz à effet de serre sont consultables sur un site dédié publié par Météo-France en novembre 2022.

### Milieux naturels et biodiversité

#### Espaces protégés
La protection réglementaire est le mode d’intervention le plus fort pour préserver des espaces naturels remarquables et leur biodiversité associée,.
Deux espaces protégés sont présents sur la commune : 
- « la Garonne, l'Ariège, l'Hers Vif et le Salat », objet d'un arrêté de protection de biotope, d'une superficie de 1 658,7 ha[18] ;
- la réserve naturelle régionale Confluence Garonne-Ariège, classée en 2015, d'une superficie de 587 ha, qui constitue un lieu patrimonial d’exception en termes écologique et biologique, d’intérêt régional, voire national dans un contexte périurbain prononcé. Parmi les espèces floristiques remarquables, on trouve entre autres, l’utriculaire élevée et le jonc fleuri (espèces affiliées aux zones humides), le silène de France et le grand muflier (inféodées aux milieux prairiaux secs et pauvres), le peigne de Vénus et la nigelle de France (pour les espaces agricoles limitrophes)[19],[20].

#### Réseau Natura 2000

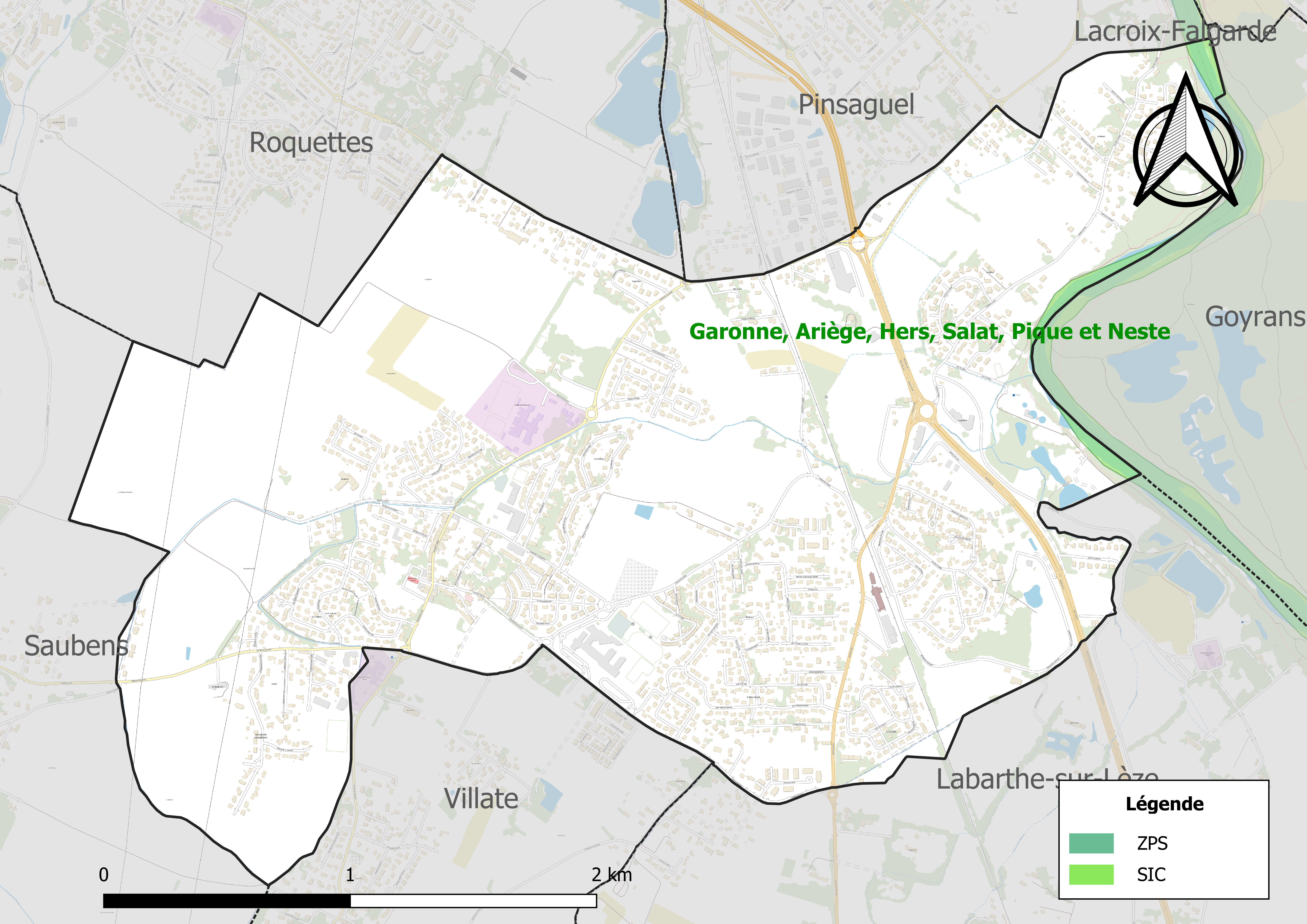
Site Natura 2000 sur le territoire communal.

Le réseau Natura 2000 est un réseau écologique européen de sites naturels d'intérêt écologique élaboré à partir des directives habitats et oiseaux, constitué de zones spéciales de conservation (ZSC) et de zones de protection spéciale (ZPS).
Un site Natura 2000 a été défini sur la commune au titre de la directive habitats : « Garonne, Ariège, Hers, Salat, Pique et Neste », d'une superficie de 9 581 ha, un réseau hydrographique pour les poissons migrateurs (zones de frayères actives et potentielles importantes pour le Saumon en particulier qui fait l'objet d'alevinages réguliers et dont des adultes atteignent déjà Foix sur l'Ariège.

#### Zones naturelles d'intérêt écologique, faunistique et floristique

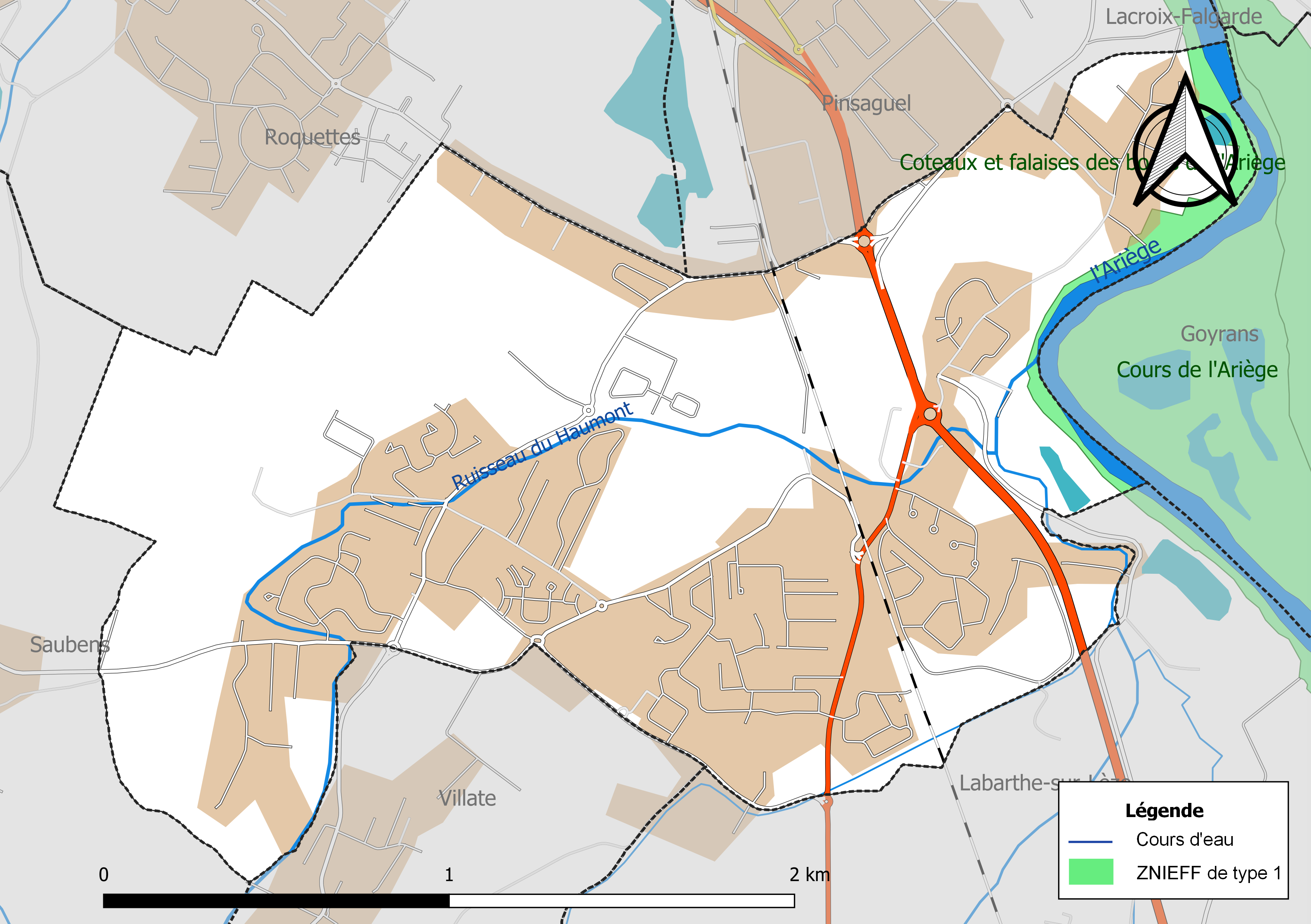
Carte de la ZNIEFF de type 1 localisée sur la commune.

L’inventaire des zones naturelles d'intérêt écologique, faunistique et floristique (ZNIEFF) a pour objectif de réaliser une couverture des zones les plus intéressantes sur le plan écologique, essentiellement dans la perspective d’améliorer la connaissance du patrimoine naturel national et de fournir aux différents décideurs un outil d’aide à la prise en compte de l’environnement dans l’aménagement du territoire.
Une ZNIEFF de type 1 est recensée sur la commune :
le « cours de l'Ariège » (1 341 ha), couvrant 56 communes dont 43 dans l'Ariège et 13 dans la Haute-Garonne et une ZNIEFF de type 2, : 
« l'Ariège et ripisylves » (1 975 ha), couvrant 56 communes dont 43 dans l'Ariège et 13 dans la Haute-Garonne.

## Urbanisme

### Typologie
Au 1er janvier 2024, Pins-Justaret est catégorisée ceinture urbaine, selon la nouvelle grille communale de densité à sept niveaux définie par l'Insee en 2022.
Elle appartient à l'unité urbaine de Toulouse, une agglomération inter-départementale regroupant 81  communes, dont elle est une commune de la banlieue,,. Par ailleurs la commune fait partie de l'aire d'attraction de Toulouse, dont elle est une commune de la couronne,. Cette aire, qui regroupe 527 communes, est catégorisée dans les aires de 700 000 habitants ou plus (hors Paris),.

### Occupation des sols

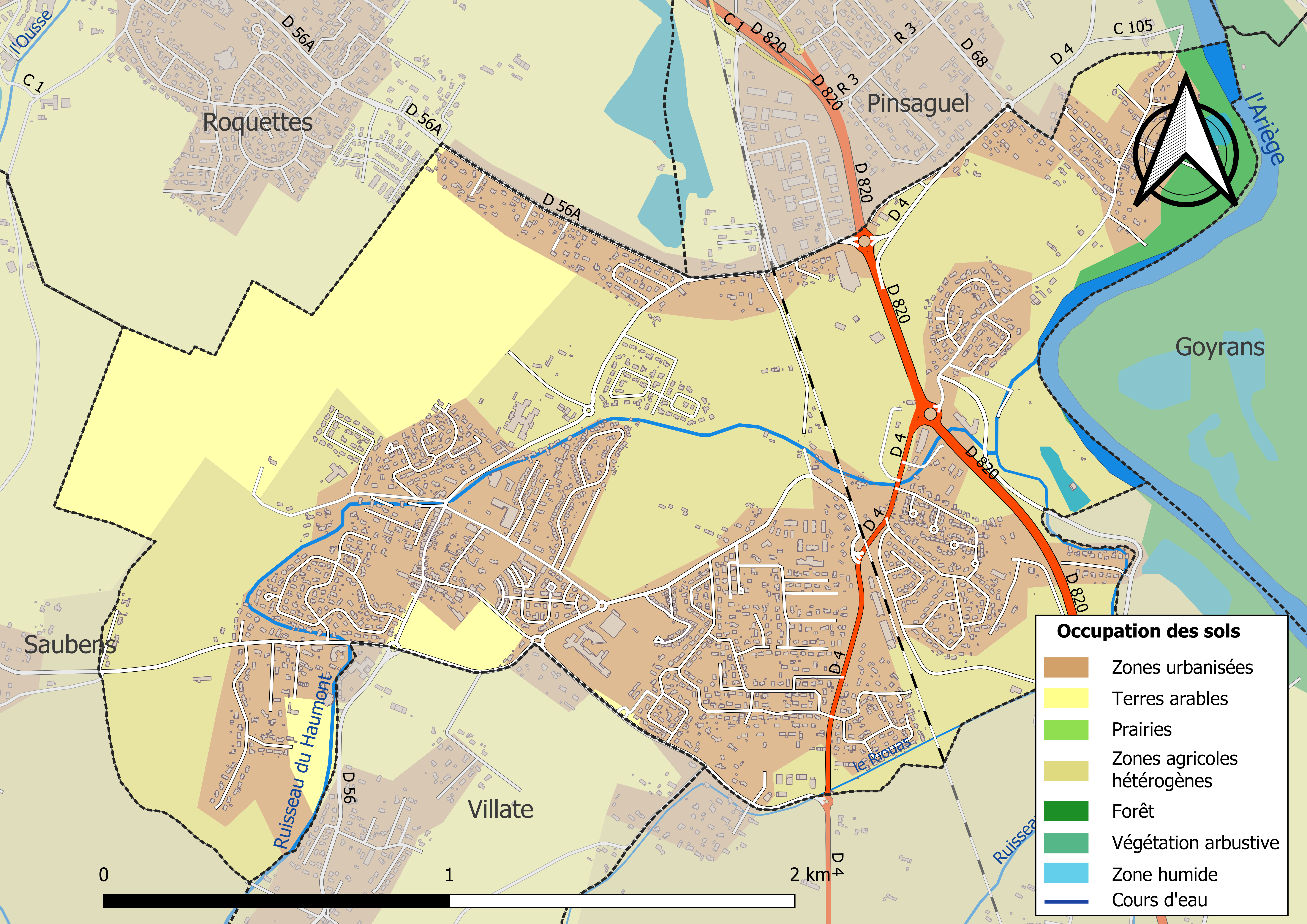
Carte des infrastructures et de l'occupation des sols de la commune en 2018 (CLC).

L'occupation des sols de la commune, telle qu'elle ressort de la base de données européenne d’occupation biophysique des sols Corine Land Cover (CLC), est marquée par l'importance des territoires agricoles (53,1 % en 2018), en diminution par rapport à 1990 (59,6 %). La répartition détaillée en 2018 est la suivante : 
zones urbanisées (43,8 %), zones agricoles hétérogènes (36,4 %), terres arables (16,6 %), forêts (3,1 %). L'évolution de l’occupation des sols de la commune et de ses infrastructures peut être observée sur les différentes représentations cartographiques du territoire : la carte de Cassini (XVIIIe siècle), la carte d'état-major (1820-1866) et les cartes ou photos aériennes de l'IGN pour la période actuelle (1950 à aujourd'hui).

### Voies de communication et transports

#### Voies de communication
Accès par la route départementale 820 (ex-route nationale 20).

#### Transports
Une gare est située sur le territoire de la commune, la gare de Pins-Justaret, desservie quotidiennement par des TER Occitanie effectuant des missions entre les gares de Toulouse-Matabiau, Foix et Ax-les-Thermes.
La ligne 311 du réseau Tisséo relie le centre de la commune à la gare de Portet-Saint-Simon, sur la ligne D des trains urbains de Toulouse, depuis Muret, la ligne 316 relie l'est de la commune à la gare de Portet-Saint-Simon depuis Muret également, la ligne 317 relie le nord de la commune à la gare de Portet-Saint-Simon depuis Muret en passant par Roquettes et Saubens (deux communes limitrophes), la ligne 318 du réseau Arc-en-Ciel relie le centre de la commune à la gare routière de Toulouse depuis Mazères, la ligne 319 relie la commune à la gare routière de Toulouse depuis Saverdun et la ligne 358 relie la commune à la gare routière de Toulouse depuis Saint-Ybars.

### Risques majeurs
Le territoire de la commune de Pins-Justaret est vulnérable à différents aléas naturels : météorologiques (tempête, orage, neige, grand froid, canicule ou sécheresse), inondations et séisme (sismicité très faible). Il est également exposé à un risque technologique, la rupture d'un barrage. Un site publié par le BRGM permet d'évaluer simplement et rapidement les risques d'un bien localisé soit par son adresse soit par le numéro de sa parcelle.

#### Risques naturels
Certaines parties du territoire communal sont susceptibles d’être affectées par le risque d’inondation par débordement de cours d'eau, notamment le ruisseau du Haumont. La commune a été reconnue en état de catastrophe naturelle au titre des dommages causés par les inondations et coulées de boue survenues en 1982, 1993, 1996, 1999, 2000, 2009 et 2022,.

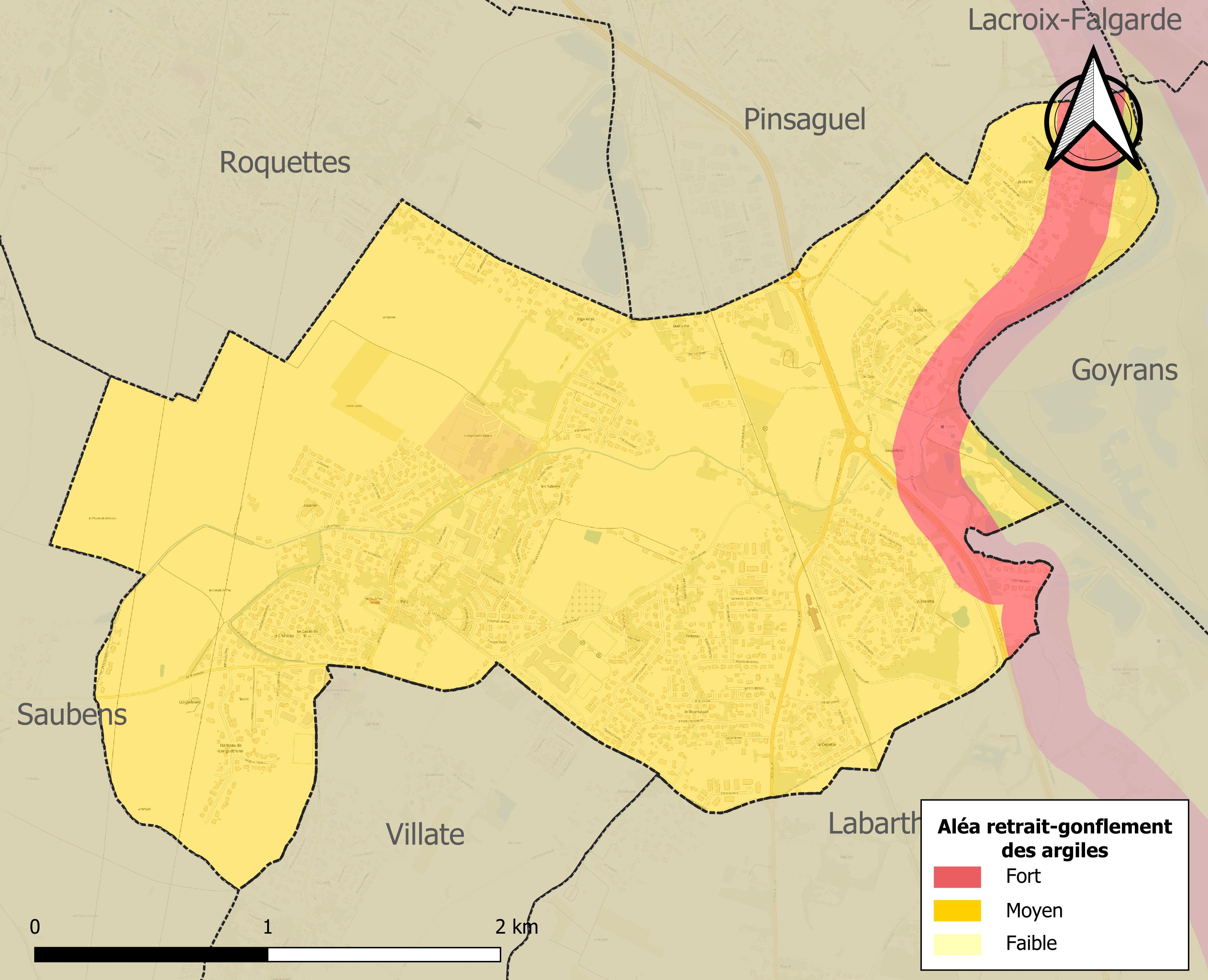
Carte des zones d'aléa retrait-gonflement des sols argileux de Pins-Justaret.

Le retrait-gonflement des sols argileux est susceptible d'engendrer des dommages importants aux bâtiments en cas d’alternance de périodes de sécheresse et de pluie. La totalité de la commune est en aléa moyen ou fort (88,8 % au niveau départemental et 48,5 % au niveau national). Sur les 1 577 bâtiments dénombrés sur la commune en 2019, 1 577 sont en aléa moyen ou fort, soit 100 %, à comparer aux 98 % au niveau départemental et 54 % au niveau national. Une cartographie de l'exposition du territoire national au retrait gonflement des sols argileux est disponible sur le site du BRGM,.
Par ailleurs, afin de mieux appréhender le risque d’affaissement de terrain, l'inventaire national des cavités souterraines permet de localiser celles situées sur la commune.
Concernant les mouvements de terrains, la commune a été reconnue en état de catastrophe naturelle au titre des dommages causés par la sécheresse en 1990, 1992, 1998, 2003 et 2016 et par des mouvements de terrain en 1999.

#### Risques technologiques
La commune est en outre située en aval des barrages de Montbel (Ariège), de Cap de Long (Hautes-Pyrénées), de Gnioure, de Naguilhes, de Laparan (Ariège) et de. À ce titre elle est susceptible d’être touchée par l’onde de submersion consécutive à la rupture d'un de ces ouvrages.

## Histoire
Le nom de Justaret est mentionné pour la première fois en 1034, dans l'acte de partage passé entre Pierre Roger de Carcassonne (évêque de Girone) et Roger Ier de Foix (son neveu, comte de Foix), le hameau se trouvant sur la ligne de partage.
En 1124, Odon de Pins fait don à l'Église d'une partie de ses terres. Justaret attire beaucoup les paysans pour défricher et mettre en valeur le sol. En 1296, le comte de Comminges donne des terres près de Muret à Odon de Pins, constituant ainsi la seigneurie de Pins. Ce dernier mourut sans descendance en 1298, abandonnant ainsi ses terres à la famille de son frère aîné : Bernard de Pins.
Les seigneurs de Pins-Justaret se sont illustrés en septembre 1213, à la bataille de Muret, contre Simon de Montfort.
Les Justaretois sont alors majoritairement agriculteurs, mais également pêcheurs et bateliers. La vie de la commune s'organise durant l'époque moderne autour du château des seigneurs de Pins, maîtres du terroir et des nombreuses métairies.
Depuis la révolution, la commune s'agrandit ; elle étend son influence sur les hameaux alentour et prend le nom de Pins-Justaret. La vie agricole et artisanale domine encore jusqu'au milieu du XXe siècle, où Pins-Justaret se transforme alors doucement en une  commune résidentielle.

## Héraldique
| Pins-Justaret | Son blasonnement est : Coupé, au premier parti, au 1) à une tour droite d'or, ouverte et maçonnée de sable, au 2) de gueules chargé d'une feuille de chêne de sinople posée en bande, au second d'azur à trois pommes de pin d'or rangées en fasce et soutenues d'une terrasse de sinople. |

## Politique et administration

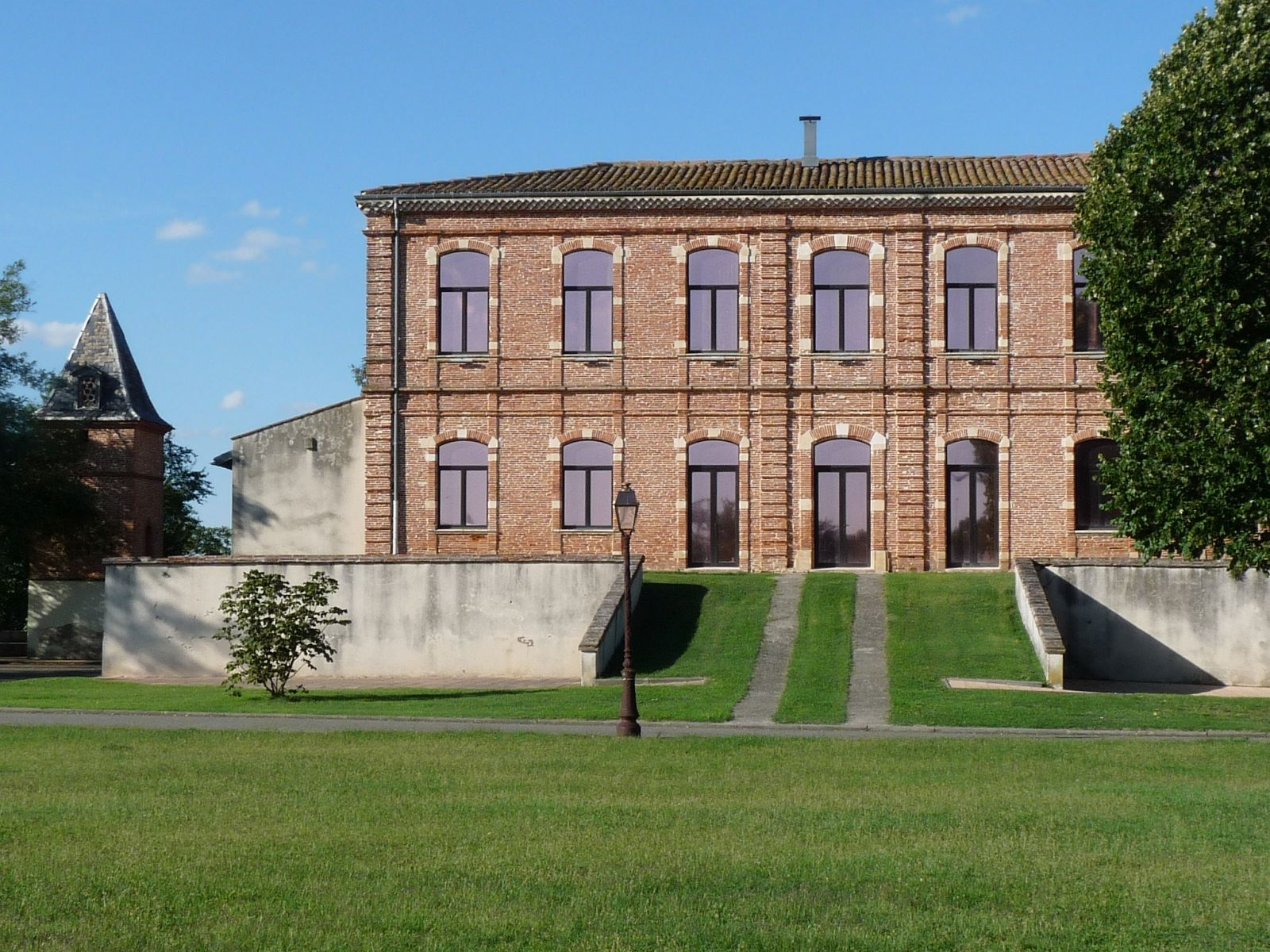
La mairie.

### Administration municipale
Le nombre d'habitants au recensement de 2017 étant compris entre 3 500 habitants et 4 999 habitants, le nombre de membres du conseil municipal pour l'élection de 2020 est de vingt-sept,.

### Rattachements administratifs et électoraux
Commune faisant partie de la neuvième circonscription de la Haute-Garonne de la communauté d'agglomération du Muretain et du canton de Portet-sur-Garonne.

### Liste des maires
| Période     | Période              | Identité              | Étiquette | Qualité                                    |
| ----------- | -------------------- | --------------------- | --------- | ------------------------------------------ |
| 1800        | 1815                 | Barthélémi Bonnet     |           |                                            |
| 1815        | 1825                 | François Maury        |           |                                            |
| 1825        | 1847                 | Blaise Deymie         |           |                                            |
| 1847        | 1877                 | Léon Lamothe          |           |                                            |
| 1878        | 1905                 | Pierre Faure          |           |                                            |
| 1905        | 1906                 | Jules Chaynes         |           |                                            |
| 1906        | 1913                 | Léopold Saigne        |           |                                            |
| 1913        | 1950                 | François Dufour       |           |                                            |
| 1950        | 27 août 1994 (décès) | René Loubet           |           |                                            |
| 1994        | 23 mai 2020          | Jean-Baptiste Casetta | PS        | Retraité Réélu en 1995, 2001, 2008 et 2014 |
| 23 mai 2020 | En cours             | Philippe Guerriot,    | DVG       | Directeur régional des ventes              |

### Jumelages
- Cordignano (Italie) depuis le 22 mai 2004

## Population et société

### Démographie
| 1793 | 1800 | 1806 | 1821 | 1831 | 1836 | 1841 | 1846 | 1851 |
| ---- | ---- | ---- | ---- | ---- | ---- | ---- | ---- | ---- |
| 247  | 228  | 267  | 312  | 316  | 295  | 323  | 325  | 321  |

| 1856 | 1861 | 1866 | 1872 | 1876 | 1881 | 1886 | 1891 | 1896 |
| ---- | ---- | ---- | ---- | ---- | ---- | ---- | ---- | ---- |
| 292  | 274  | 281  | 284  | 292  | 379  | 398  | 366  | 346  |

| 1901 | 1906 | 1911 | 1921 | 1926 | 1931 | 1936 | 1946 | 1954 |
| ---- | ---- | ---- | ---- | ---- | ---- | ---- | ---- | ---- |
| 380  | 404  | 326  | 302  | 216  | 208  | 220  | 266  | 322  |

| 1962 | 1968 | 1975 | 1982  | 1990  | 1999  | 2006  | 2011  | 2016  |
| ---- | ---- | ---- | ----- | ----- | ----- | ----- | ----- | ----- |
| 378  | 577  | 998  | 2 021 | 3 303 | 3 915 | 4 297 | 4 430 | 4 384 |

| 2021  | 2022  | - | - | - | - | - | - | - |
| ----- | ----- | - | - | - | - | - | - | - |
| 4 356 | 4 377 | - | - | - | - | - | - | - |

| selon la population municipale des années : | 1968 | 1975 | 1982 | 1990 | 1999 | 2006 | 2009 | 2013 |
| Rang de la commune dans le département      | 139  | 96   | 56   | 41   | 41   | 44   | 47   | 49   |
| Nombre de communes du département           | 592  | 582  | 586  | 588  | 588  | 588  | 589  | 589  |

### Service public
Bureau de poste

### Santé
Maison de retraite, centre communal d'action sociale.

### Enseignement
Pins-Justaret fait partie de l'académie de Toulouse.
L'éducation est assurée sur la commune de Pins-Justaret de la crèche, en passant par l'école maternelle et l'école élémentaire, le collège, jusqu'au lycée.
- Groupe scolaire Jean-Jaurès : maternelle et primaire.
- Collège Daniel-Sorano qui couvre le secteur des communes de Pins-Justaret, Villate, Roquettes, Saubens, Lacroix Falgarde et Goyrans[48].
- Lycée polyvalent (Général et Technologique) Jean-Pierre Vernant[49].

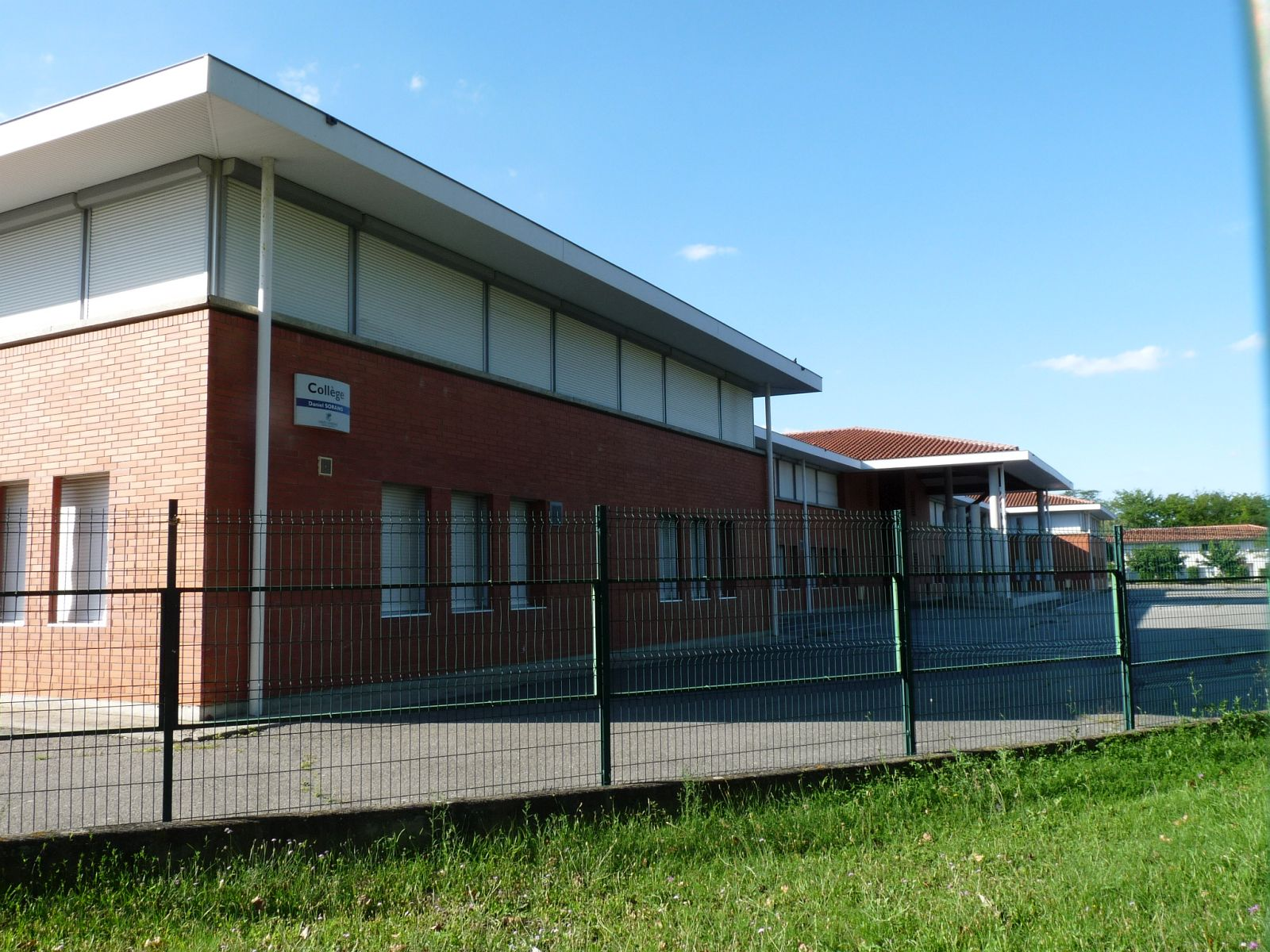
Le collège Daniel-Sorano
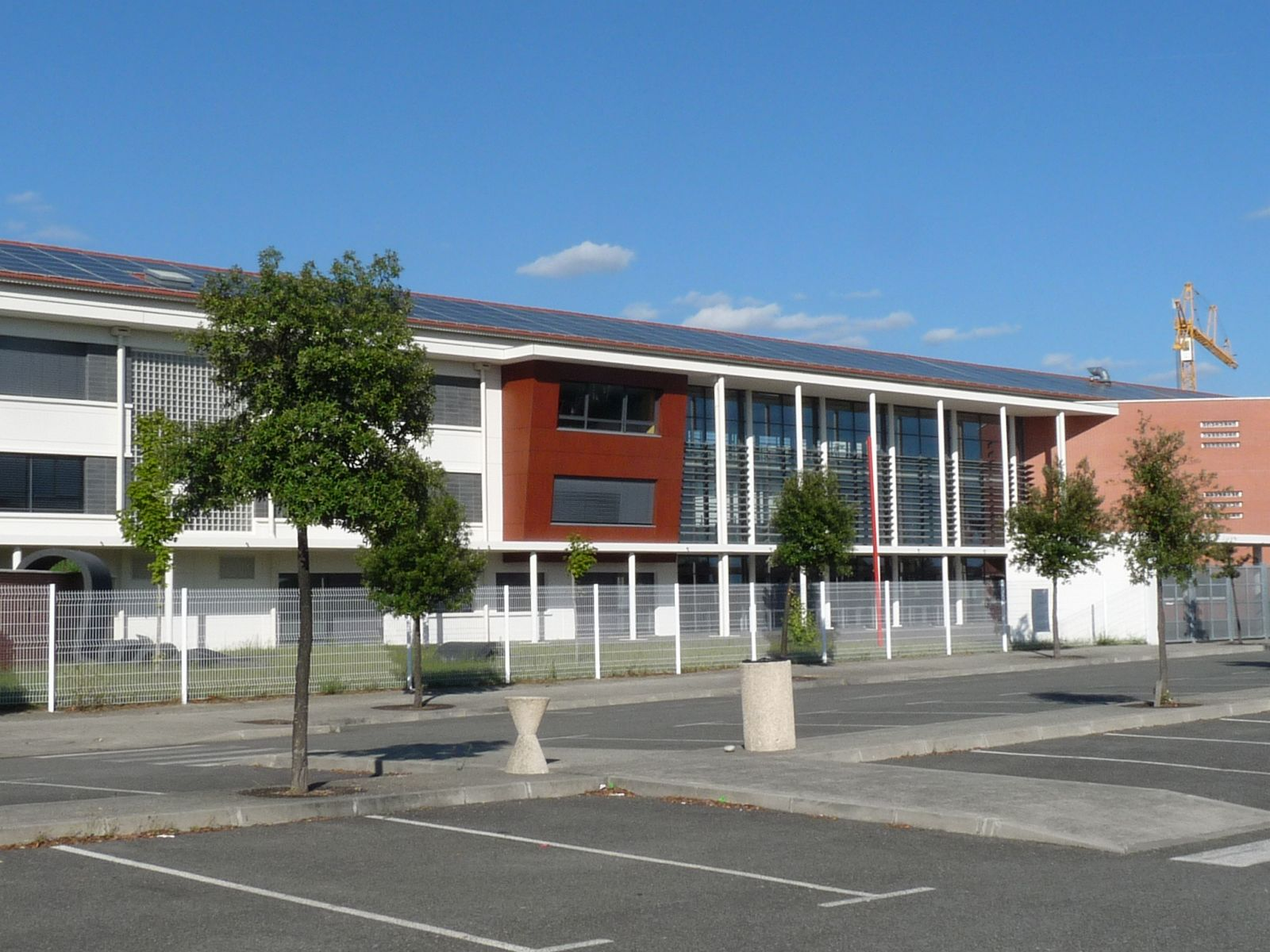
Le lycée Jean-Pierre Vernant

### Culture
Médiathèque, marchés des producteurs (Vendredi soir) et fermier (dimanche matin), musique, danse, peinture, théâtre, et d'autres nombreuses associations culturelles.

### Activités sportives
Gymnastique, yoga, football, handball, pétanque, course à pied, cyclisme, tennis, tennis de table,

### Écologie et recyclage
La collecte et le traitement des déchets des ménages et des déchets assimilés ainsi que la protection et la mise en valeur de l'environnement se font dans le cadre de la communauté d'agglomération du Muretain.
Agenda 21.

## Économie

### Revenus
En 2018  (données Insee publiées en septembre 2021), la commune compte 1 814 ménages fiscaux, regroupant 4 388 personnes. La médiane du revenu disponible par unité de consommation est de 23 780 € (23 140 € dans le département). 60 % des ménages fiscaux sont imposés (55,3 % dans le département).

### Emploi
|                | 2008  | 2013  | 2018  |
| -------------- | ----- | ----- | ----- |
| Commune        | 6,3 % | 6,7 % | 9,2 % |
| Département    | 7,7 % | 9,6 % | 9,3 % |
| France entière | 8,3 % | 10 %  | 10 %  |

En 2018, la population âgée de 15 à 64 ans s'élève à 2 830 personnes, parmi lesquelles on compte 76,4 % d'actifs (67,2 % ayant un emploi et 9,2 % de chômeurs) et 23,6 % d'inactifs,. Depuis 2008, le taux de chômage communal (au sens du recensement) des 15-64 ans est inférieur à celui de la France et du département.
La commune fait partie de la couronne de l'aire d'attraction de Toulouse, du fait qu'au moins 15 % des actifs travaillent dans le pôle,. Elle compte 875 emplois en 2018, contre 854 en 2013 et 783 en 2008. Le nombre d'actifs ayant un emploi résidant dans la commune est de 1 915, soit un indicateur de concentration d'emploi de 45,7 % et un taux d'activité parmi les 15 ans ou plus de 59,8 %.
Sur ces 1 915 actifs de 15 ans ou plus ayant un emploi, 253 travaillent dans la commune, soit 13 % des habitants. Pour se rendre au travail, 85,6 % des habitants utilisent un véhicule personnel ou de fonction à quatre roues, 6 % les transports en commun, 5,3 % s'y rendent en deux-roues, à vélo ou à pied et 3,1 % n'ont pas besoin de transport (travail au domicile).

### Activités hors agriculture

#### Secteurs d'activités
271 établissements sont implantés  à Pins-Justaret au 31 décembre 2019. Le tableau ci-dessous en détaille le nombre par secteur d'activité et compare les ratios avec ceux du département,.
| Secteur d'activité                                                                                        | Commune | Commune | Département |
| Secteur d'activité                                                                                        | Nombre  | %       | %           |
| --- | ------- | ------- | ----------- |
| Ensemble                                                                                                  | 271     | 100 %   | (100 %)     |
| Industrie manufacturière, industries extractives et autres                                                | 15      | 5,5 %   | (5,7 %)     |
| Construction                                                                                              | 34      | 12,5 %  | (12 %)      |
| Commerce de gros et de détail, transports, hébergement et restauration                                    | 77      | 28,4 %  | (25,9 %)    |
| Information et communication                                                                              | 9       | 3,3 %   | (4,1 %)     |
| Activités financières et d'assurance                                                                      | 10      | 3,7 %   | (3,8 %)     |
| Activités immobilières                                                                                    | 9       | 3,3 %   | (4,2 %)     |
| Activités spécialisées, scientifiques et techniques et activités de services administratifs et de soutien | 32      | 11,8 %  | (19,8 %)    |
| Administration publique, enseignement, santé humaine et action sociale                                    | 67      | 24,7 %  | (16,6 %)    |
| Autres activités de services                                                                              | 18      | 6,6 %   | (7,9 %)     |

Le secteur du commerce de gros et de détail, des transports, de l'hébergement et de la restauration est prépondérant sur la commune puisqu'il représente 28,4 % du nombre total d'établissements de la commune (77 sur les 271 entreprises implantées  à Pins-Justaret), contre 25,9 % au niveau départemental.
Depuis 2021, avec la fin de la pandémie et la raréfaction des bureaux dans le secteur de Labège, une importante activité de service se développe peu à peu avec l’implantation de nombreuses entreprises de conseil.

#### Entreprises et commerces
Les cinq entreprises ayant leur siège social sur le territoire communal qui génèrent le plus de chiffre d'affaires en 2020 sont : 
- Sterela, fabrication d'instrumentation scientifique et technique (16 463 k€) ;
- SARL Galeries Du Carrelage, commerce de gros (commerce interentreprises) d'appareils sanitaires et de produits de décoration (9 802 k€) ;
- Societe Nouvelle Codistal, supermarchés (7 308 k€) ;
- Survision, conseil en systèmes et logiciels informatiques (6 111 k€) ;
- Holding 4 R, activités des sociétés holding (3 114 k€).

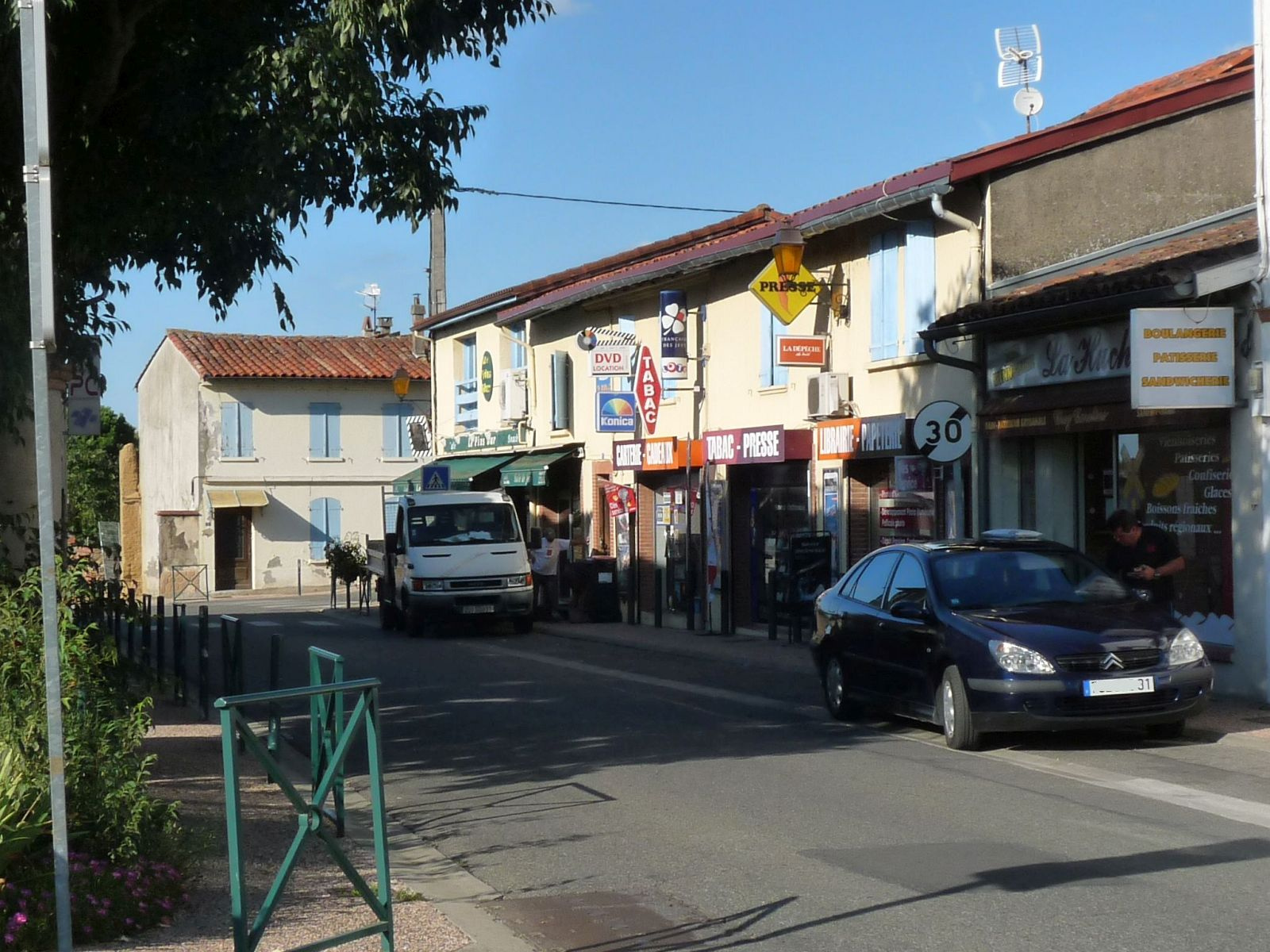
Commerces de l'avenue de Villate.

Le centre-ville contient des petits commerces et artisans, ainsi qu'une grande surface.

### Agriculture
|               | 1988 | 2000 | 2010 | 2020 |
| ------------- | ---- | ---- | ---- | ---- |
| Exploitations | 9    | 6    | 4    | 2    |
| SAU (ha)      | 243  | 236  | 189  | 143  |

La commune est dans « les Vallées », une petite région agricole consacrée à la polyculture sur les plaines et terrasses alluviales qui s’étendent de part et d’autre des sillons marqués par la Garonne et l’Ariège. En 2020, l'orientation technico-économique de l'agriculture  sur la commune est la culture de céréales et/ou d'oléoprotéagineuses. Deux exploitations agricoles ayant leur siège dans la commune sont dénombrées lors du recensement agricole de 2020 (neuf en 1988). La superficie agricole utilisée est de 143 ha,,.

## Culture locale et patrimoine

### Lieux et monuments
- Église paroissiale Sainte-Barbe. Elle contient un tableau du XVIIe siècle intitulé Barthélémy de Pins et sainte Barbe, classé monument historique au titre objet depuis 1908[59].
- Château de Pins-Justaret, fondation du XIIIe siècle, rénové au XVIIe siècle, visitable lors des journées du patrimoine, caves remarquables[60].
- Réserve naturelle régionale Confluence Garonne-Ariège.

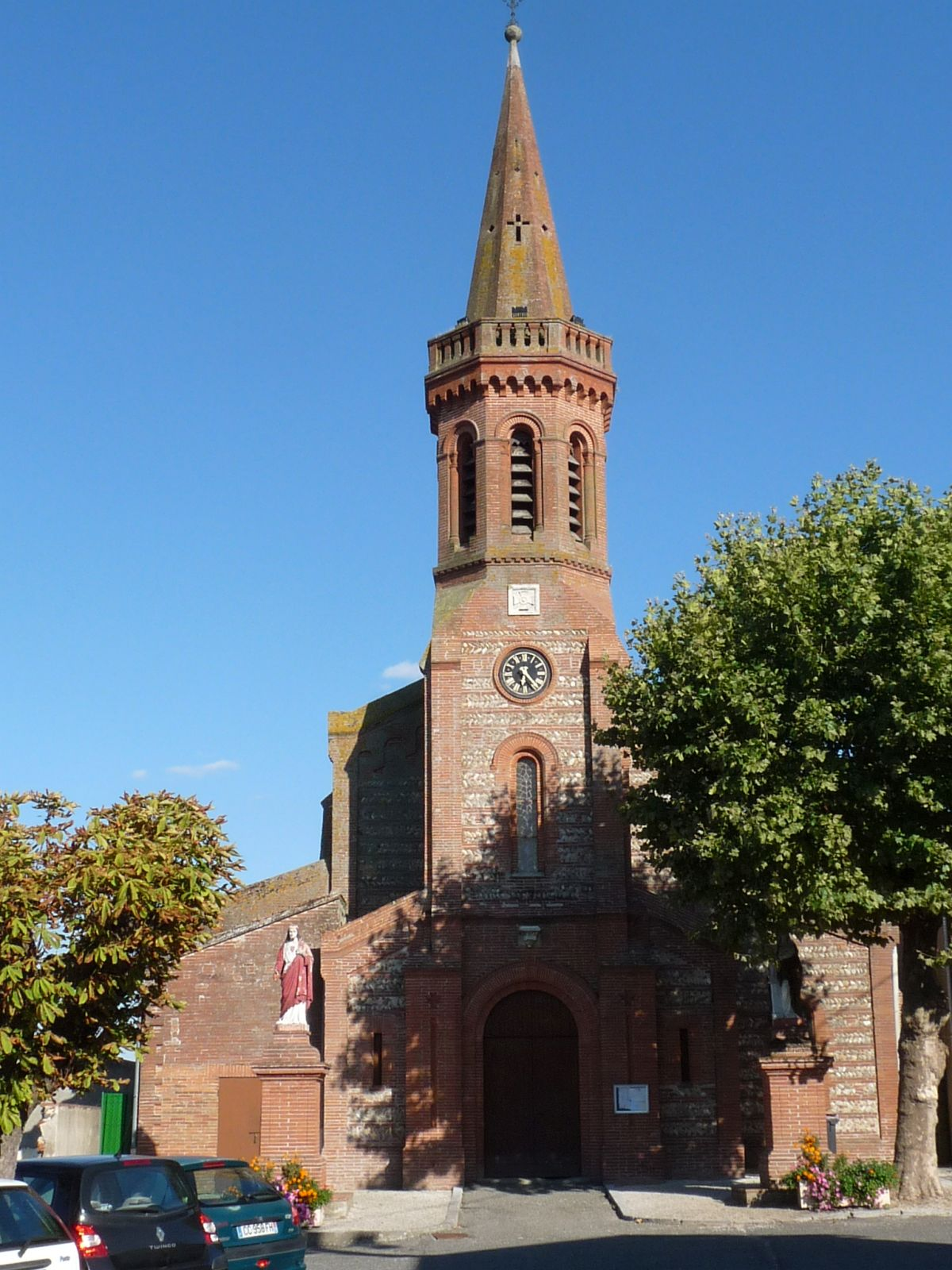
L'église Sainte-Barbe.
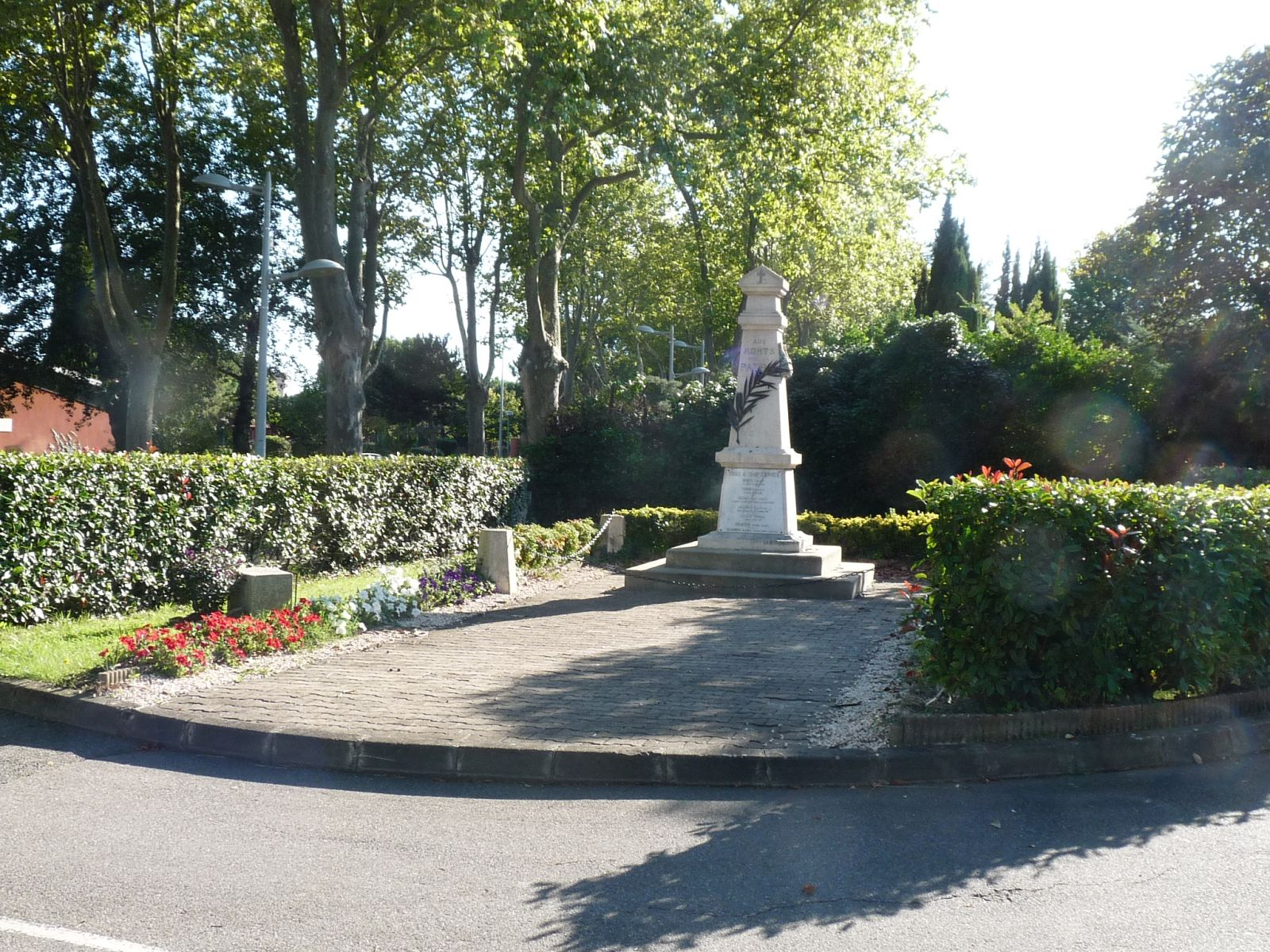
Le monument aux morts.

## Pour approfondir